# Перч-Лейк (тауншип, Миннесота)
Перч-Лейк (англ. Perch Lake) — тауншип в округе Карлтон, Миннесота, США. На 2000 год его население составило 998 человек.

## География
По данным Бюро переписи населения США площадь тауншипа составляет 94,7 км², из которых 89,7 км² занимает суша, а 4,9 км² — вода (5,20 %).

## Демография
По данным переписи населения 2000 года здесь находились 998 человек, 385 домохозяйств и 277 семей.  Плотность населения —  11,1 чел./км².  На территории тауншипа расположено 506 построек со средней плотностью 5,6 построек на один квадратный километр. Расовый состав населения: 75,05 % белых, 22,14 % коренных американцев, 0,10 % азиатов, 0,20 % — других рас США и 2,51 % приходится на две или более других рас. Испанцы или латиноамериканцы любой расы составляли 1,10 % от популяции тауншипа.
Из 385 домохозяйств в 34,3 % воспитывались дети до 18 лет, в 56,1 % проживали супружеские пары, в 8,3 % проживали незамужние женщины и в 27,8 % домохозяйств проживали несемейные люди. 24,2 % домохозяйств состояли из одного человека, при том 9,1 % из — одиноких пожилых людей старше 65 лет. Средний размер домохозяйства — 2,59, а семьи — 3,05 человека.
28,2 % населения — младше 18 лет, 7,7 % — в возрасте от 18 до 24 лет, 27,2 % — от 25 до 44, 24,5 % — от 45 до 64, и 12,4 % — старше 65 лет. Средний возраст — 37 лет. На каждые 100 женщин приходилось 114,6 мужчин.  На каждые 100 женщин старше 18 приходилось 109,0 мужчин.
Средний годовой доход домохозяйства составлял 34 028 долларов, а средний годовой доход семьи —  44 028 долларов. Средний доход мужчин —  35 500  долларов, в то время как у женщин — 27 708. Доход на душу населения составил 16 794 доллара. За чертой бедности находились 6,3 % семей и 9,8 % всего населения тауншипа, из которых 5,6 % младше 18 и 9,5 % старше 65 лет.